# ولودیا اوزونیان
ولودیا آقاساری اوزونیان (ارمنی: Վոլոդյա Աղասարի Ուզունյան؛ زادهٔ ۱ اکتبر ۱۹۵۳) یک  سیاستمدار اهل ارمنستان است که از تاریخ ۱۹۹۰ تا تاریخ ۱۹۹۵ سمت نمایندگی دوره اول شورای عالی جمهوری ارمنستان را برعهده داشت.

## زندگی‌نامه
در 	۱ اکتبر ۱۹۵۳ در ارمنستان به دنیا آمد . 